# Шейх-Сармаст
Шейх-Сармаст (перс. شيخ سرمست) — село в Ірані, входить до складу дехестану Південний Назлуй у Центральному бахші шахрестану Урмія провінції Західний Азербайджан.